# Gilroy Gardens
Gilroy Gardens est un parc à thème situé à Gilroy, en Californie. Conçu et construit par Michael Bonfante, le parc a ouvert ses portes sous le nom de Bonfante Gardens en 2001. Le parc à thème de 217 hectares appartient à la ville de Gilroy et est géré par Cedar Fair. Il propose plus de 40 attractions. L'une de ses attractions les plus connues est le Circus Trees, créé par Axel Erlandson.

## Histoire
L'origine du parc remonte au rachat en 1985 par Michael et Claudia Bonfante de la collection d'arbres du Circus Tree, créé par Axel Erlandson en 1947. Aménagé progressivement sur une période de 25 ans, d'abord comme pépinière et lieu de détente pour les employés de Nob Hill Foods, leur chaîne de supermarchés, le parc ouvert depuis juin 2001, après la vente de la chaîne de supermarchés, portait à l'origine le nom de ses propriétaires, Bonfante Gardens. Malgré leur motivation, Michael et Claudia Bonfante rencontrèrent des difficultés financières la première année.
Paramount Parks prit en charge la direction du parc à partir de sa troisième saison. Le 30 juin 2006, le parc devint la propriété de Cedar Fair Entertainment après le rachat de Paramount Parks. Le nom fut changé pour l'actuel en 2007.
La ville de Gilroy a acheté le parc le 5 mars 2008.

## Attractions

### Les montagnes russes
| Nom de l'attraction | Type                     | Constructeur               | Année d'ouverture |
| ------------------- | ------------------------ | -------------------------- | ----------------- |
| Quicksilver Express | Train de la mine         | D. H. Morgan Manufacturing | 2001              |
| Timber Twister      | Montagnes russes assises | Zierer                     | 2001              |

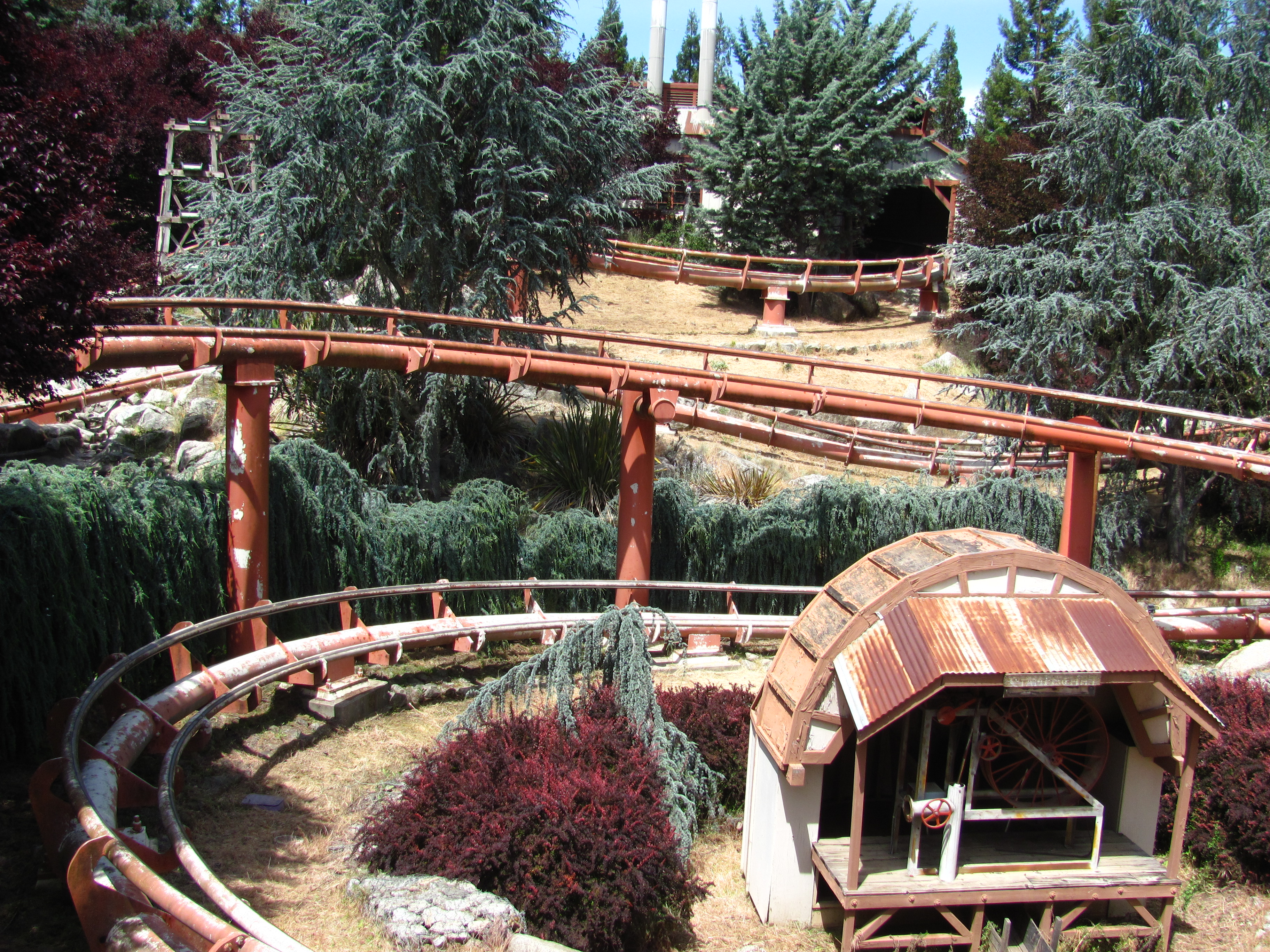
Quicksilver Express
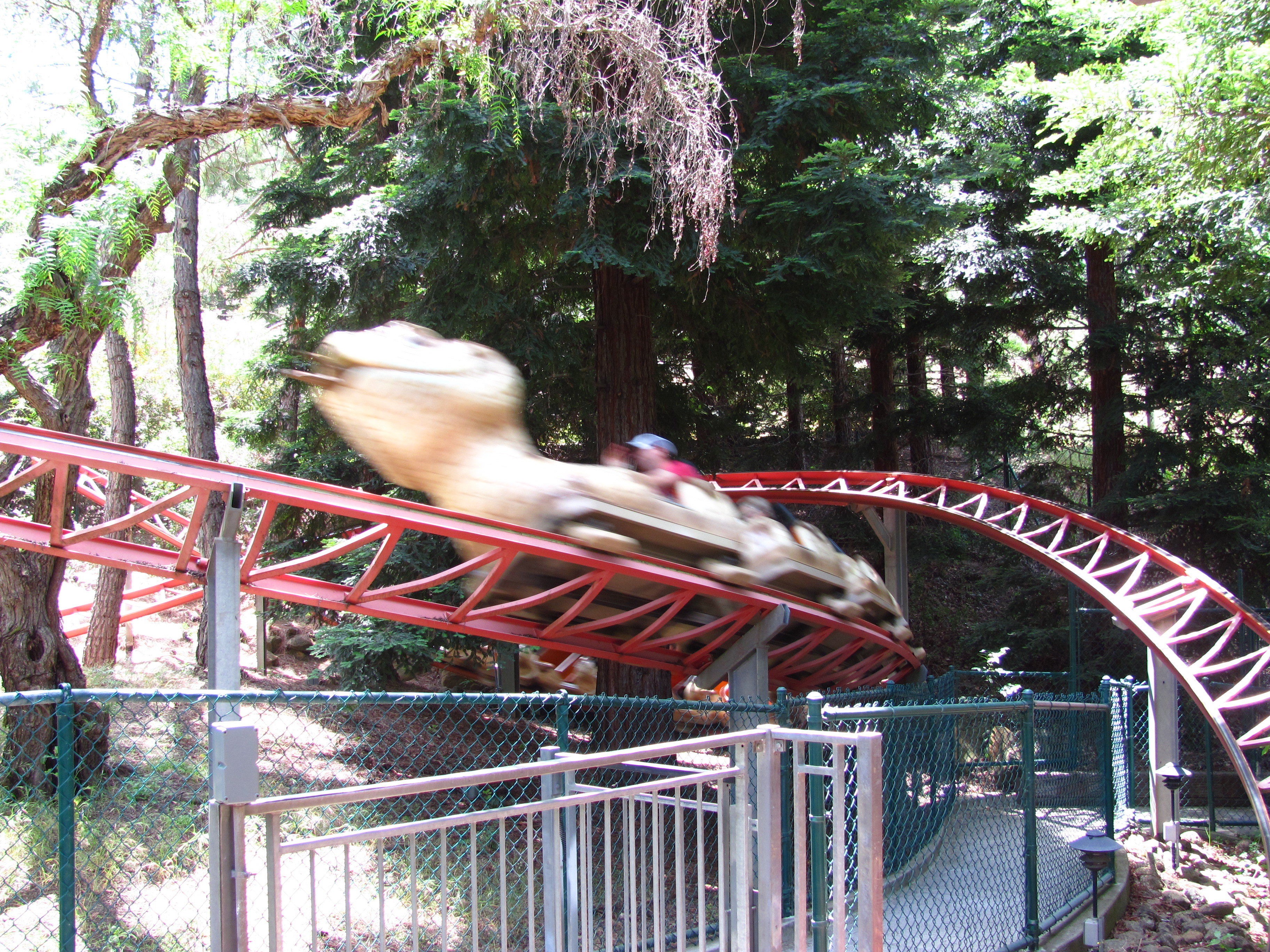
Timber Twister

### Autres attractions
- Apple & Worm‍ : Manège pour enfants
- Artichoke Dip‍ : Manège en forme d'artichaud
- Banana Split‍ : Bateau à bascule
- Balloon Flight‍ : Manège de montgolfières
- Big Red Engine Co.‍ : Manège sur le thème des pompiers
- Bonfante Railroad‍ : Train
- Bulgy The Goldfish‍ : Manège pour enfants
- Claudia's Carousel : Carrousel
- Garlic Twirl‍ : Tasses
- Illions Supreme Carousel‍ : Carrousel inspiré par l'original de 1927 de M.C. Illions
- Mushroom Swing‍ : Chaises volantes
- Paddle Boats‍ : pédalos en forme de canards
- Panoramic Wheel‍ : Grande roue
- Pitstop Racers‍ : Manège pour enfants
- Rainbow Gardens Boats‍ : Rivière rapide
- Sky Trail Monorail‍ : Monorail
- South County Backroads‍ : Parcours de voitures
- Strawberry Sundae‍ : Manège
- Tubs-O-Fun‍ : Tasses pour enfants

Mascottes du parc
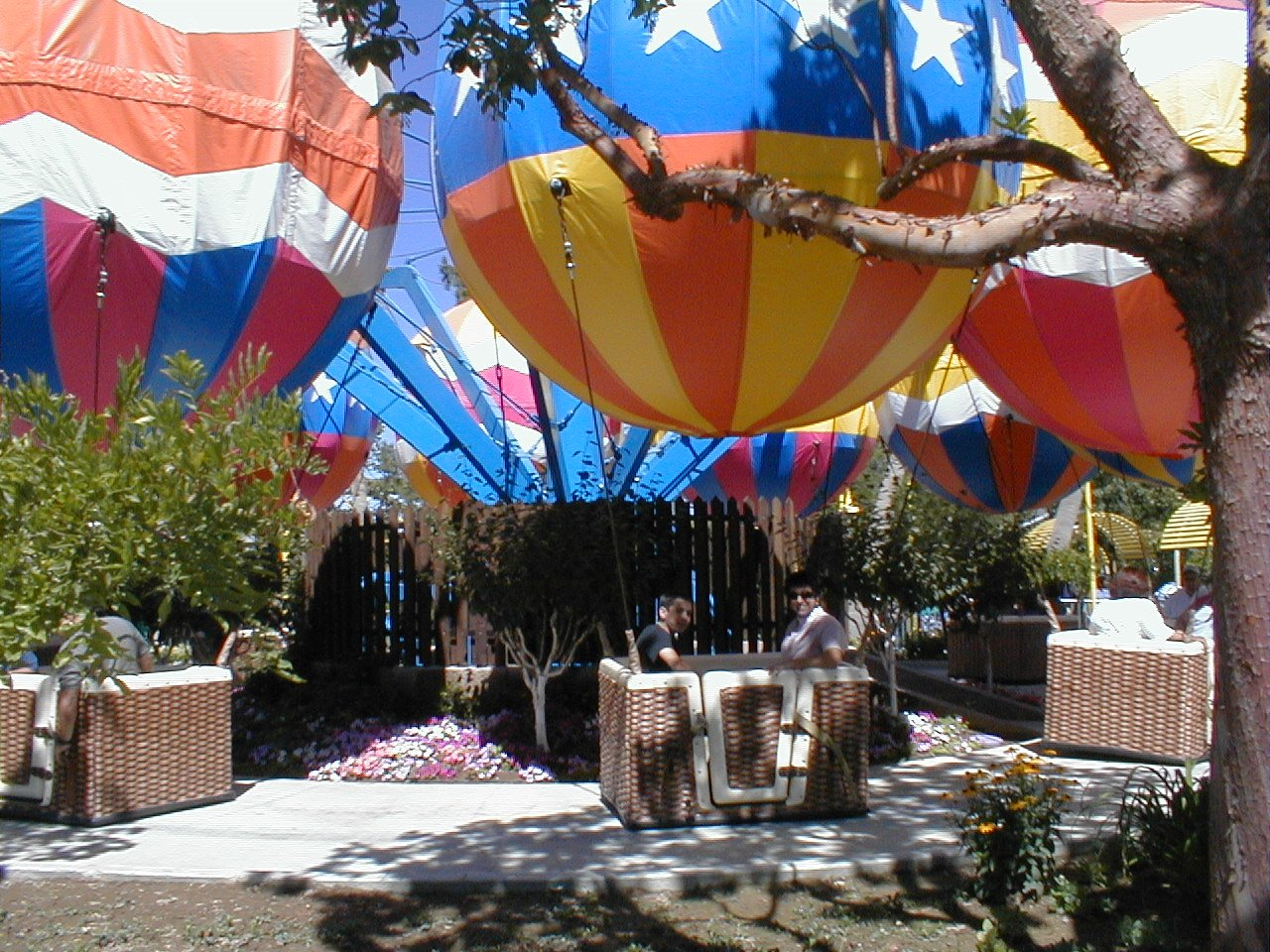
Balloon Flight‍
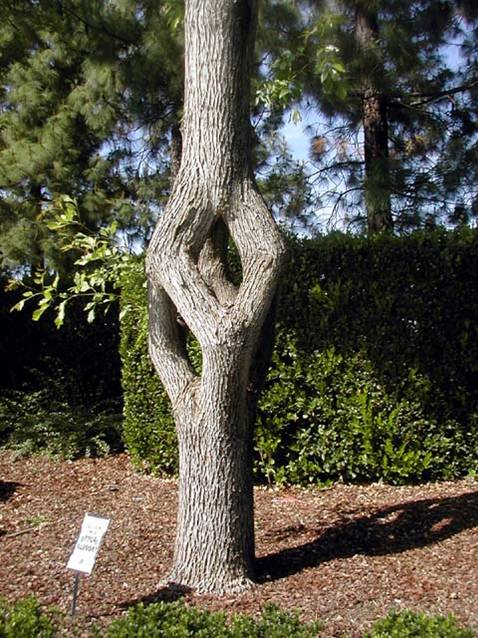
Un arbre du Circus Tree d'Axel Erlandson
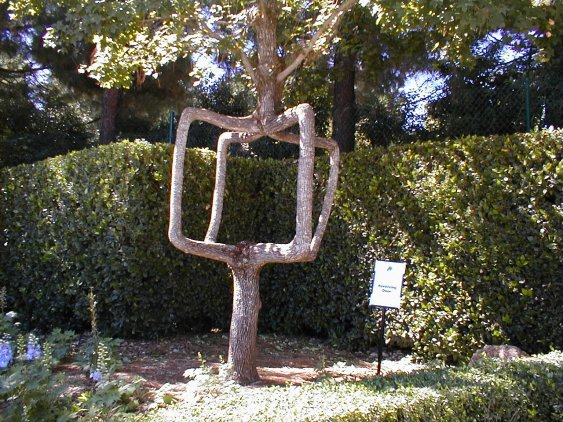
Bonfante Gardens